# Проваторов Геннадій Пантелеймонович
Генна́дій Пантелеймо́нович Прова́торов (* 11 березня, 1929, Москва — 4 травня 2010, Мінськ, Білорусь) — диригент. Заслужений діяч мистецтв УРСР — 1965, народний артист РСФСР — 1981, лауреат Державної премії Республіки Білорусь, професор.

## Життєпис
1952 року закінчив Московську консерваторію по класу фортепіано, 1956 — диригування, фортепіанний факультет А. Гольденвейзера, майстерність диригування — у К. Кондрашина та О. Гаука.
В 1950—1954 роках — викладач Військовий університет Інституту військових диригентів та концертмейстер Московської філармонії.
З 1955 року — диригент симфонічних оркестрів Московської обласної (з перервами), в 1957—1958 — Харківської та 1958—1961 — Дніпропетровської філармоній, в 1961—1965 роках — Музичного театру Станіславського та Немировича-Данченка.
1965 стажувався в московському Большому театрі, повернувся до Києва, з цього року він — головний диригент Одеського театру опери та балету.
1968 року очолив Малий оперний театр Ленінграду, у 1968—1971 роках — диригент Ленінградського Малого театру опери та балету. У 1971—1981 — головний диригент симфонічного оркестру Самарської державної філармонії.
В 1984—1989 роках очолював Державний академічний театр опери та балету Білоруської РСР, у 1998—1999 — Державний академічний симфонічний оркестр Республіки Білорусь.

## Витоки
- Диригент-ру (рос)
- Інститут історії
- Проваторов(рос.)